# Rettenschöss
Rettenschöss est une commune autrichienne du district de Kufstein dans le Tyrol.